# 上渓駅
上渓駅（サンゲえき）は、大韓民国ソウル特別市蘆原区上渓5洞にある、ソウル交通公社4号線の駅。駅番号は410。

## 歴史
- 1985年4月20日 - ソウル特別市地下鉄公社（当時）の駅として開業。開業時は始発終着駅。
- 1993年4月21日 - タンゴゲ駅まで延伸開業、途中駅になる。
- 2005年1月1日 - ソウル特別市地下鉄公社がソウルメトロに改称。
- 2017年5月31日 - ソウルメトロとソウル特別市都市鉄道公社が統合され、ソウル交通公社の駅となる。
- 2020年6月11日 - 当駅で電車の衝突事故（朝鮮語版）が発生する。

## 駅構造

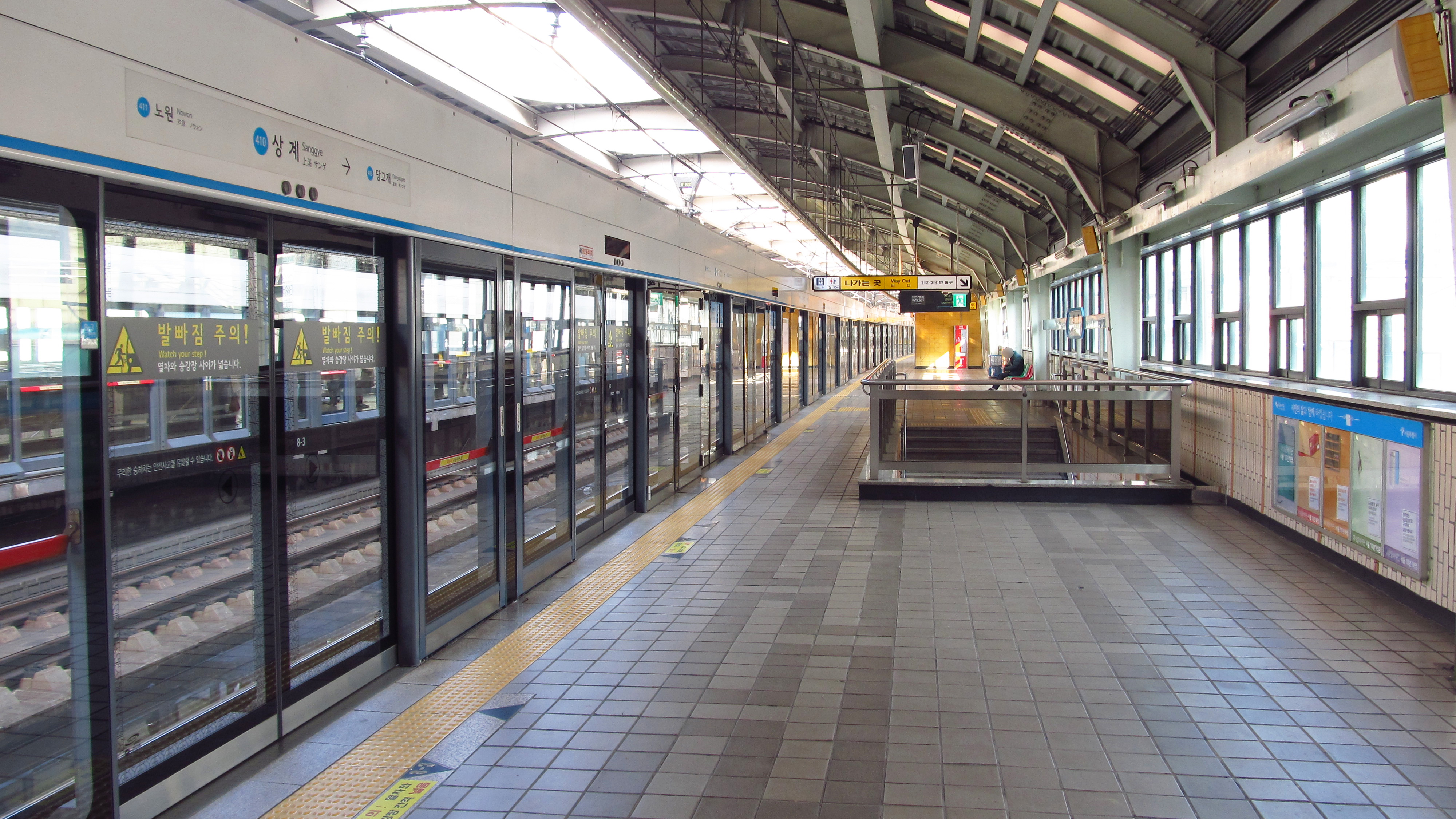
ホーム（2018年11月撮影）

ホーム階は3階にある。相対式ホーム2面2線を有する高架駅で、フルスクリーンタイプのホームドアが設置されている。
改札階は2階にあり、改札口は仏岩山寄り（北東側）と蘆原寄り（南西側）の2ヶ所ある。ホーム階行きエレベータはタンゴゲ寄りの改札内のみある。化粧室は芦原寄りの改札内に1ヶ所ある。
出入口は1番から4番までの合計4ヶ所ある。

### のりば
- のりばの番号は存在しない。

| 上り | 4号線 | 榛接行き                         |
| 下り | 4号線 | ソウル駅・舎堂・衿井・烏耳島方面 |

## 利用状況
近年の一日平均利用人員推移は下記のとおり。
| 路線  | 路線     | 2000年 | 2001年 | 2002年 | 2003年 | 2004年 | 2005年 | 2006年 | 2007年 | 2008年 | 2009年 | 出典  |
| ----- | -------- | ------ | ------ | ------ | ------ | ------ | ------ | ------ | ------ | ------ | ------ | ----- |
| 4号線 | 乗車人員 | 30,138 | 29,034 | 28,409 | 27,281 | 26,458 | 25,502 | 24,927 | 24,309 | 23,900 | 23,804 | [ 1 ] |
| 4号線 | 降車人員 | 25,793 | 24,907 | 25,049 | 24,373 | 23,638 | 22,930 | 22,446 | 21,922 | 21,664 | 21,242 | [ 1 ] |
| 4号線 | 乗降人員 | 55,932 | 53,941 | 53,458 | 51,654 | 50,096 | 48,432 | 47,373 | 46,231 | 45,564 | 45,047 | [ 1 ] |
| 路線  | 路線     | 2010年 | 2011年 | 2012年 | 2013年 | 2014年 | 2015年 |        |        |        |        | [ 1 ] |
| 4号線 | 乗車人員 | 23,767 | 23,751 | 23,481 | 23,513 | 23,347 | 22,887 |        |        |        |        | [ 1 ] |
| 4号線 | 降車人員 | 21,173 | 21,101 | 20,864 | 20,984 | 20,860 | 20,524 |        |        |        |        | [ 1 ] |
| 4号線 | 乗降人員 | 44,940 | 44,852 | 44,345 | 44,496 | 44,207 | 43,411 |        |        |        |        | [ 1 ] |

## 駅周辺
駅は上渓路の路上にあり、周辺はアパート団地も多く宅地化されている。東側には仏岩山への登山口がある。
- 中渓4洞住民センター
- 上渓第一中学校（朝鮮語版）
- 在鉉中学校（朝鮮語版）
- 在鉉高等学校（朝鮮語版）
- 未来産業科学高等学校
- 上渓2・5洞住民センター
- 上渓中央市場
- 上渓3洞派出所
- 大林アパート
- 碧山アパート
- ソウル中渓初等学校（朝鮮語版）
- MGセマウル金庫 本店
- NH農協銀行

## 隣の駅
ソウル交通公社　
 4号線　
仏岩山駅 (409) - 上渓駅 (410) - 蘆原駅 (411)　